# Xã Belgrade, Quận Nicollet, Minnesota
Xã Belgrade (tiếng Anh: Belgrade Township) là một xã thuộc quận Nicollet, tiểu bang Minnesota, Hoa Kỳ. Năm 2010, dân số của xã này là 1.052 người.